# Баринов, Борис Дмитриевич
Борис Дмитриевич Баринов (18 сентября 1921 — 2007) — советский конферансье и куплетист. Выступал с Павлом Рудаковым с 1962 по 1963 год. Директор Ленинградского театра эстрады (1970—1975).

## Биография
Борис Дмитриевич Баринов родился в 1921 году. Жил  в Ленинграде (сейчас Санкт — Петербург). Баринов Борис Дмитриевич - выпускник Московской консерватории им. П.И. Чайковского - музыкант, заслуженный артист РСФСР, импресарио, впоследствии советник министра культуры Е.А. Фурцевой. Работал в ансамбле песни и пляски Советской армии. Был конферансье в голубых огоньках, посвящённых 8 марта. На одном из таких огоньков выступил с Павлом Рудаковым, спев куплеты. Позднее они выступали в правительственных концертах. В 1963 году на смену Борису Баринову пришел Станислав Лавров, и Борис Баринов продолжил вести голубые огоньки до 1973 года. После этого он был в должности директора Ленинградского театра эстрады. 
Был женат на певице Римме Андреевне Бариновой (1923-1985).
Дети Всеволод и Сергей музыканты. Внуки Сергей, Алина, Муза.
Владимир Фейертаг вспоминал о Баринове:
«Бесконфликтно общался, оказался высоким, представительным мужчиной, вальяжным и артистичным.»
(из книги «Джаз от Ленинграда до Петербурга» Владимира Фейертага).
Скончался в 2007 году.